# Алфонсо I Гонзага
Вижте пояснителната страница за други личности с името Алфонсо Гонзага.
Алфонсо I Гонзага (на италиански: Alfonso I Gonzaga; * 25 септември 1529, Торино, Савойско херцогство; † 1 октомври 1589, Новелара, Графство Новелара и Баньоло) от рода Гонзага (кадетски клон Гонзага ди Новелара е Баньоло), е 4-ти граф на Новелара и Баньоло от 1540 до 1589 г.

## Произход
Той е най-малкото дете на Алесандро I Гонзага (* 1496; † 1530), 1-ви граф на Новелара, и на съпругата му Костанца да Кореджо († 1563). По бащина линия е внук на Джампиетро I Гонзага, господар и впоследствие граф на Новелара, и на Катерина Торели, а по майчина – на Джиберто да Кореджо, сеньор на Кореджо, и на Виоланта Пико. Има трима братя и една сестра:
- Франческо II (* 1519, † 1577), 2-ри граф на Новелара, съпруг на Олимпия да Кореджо;
- Камило I (* 1521, ∞ 1595), 3-ти граф на Новелара, съпруг на Барбара Боромео;
- Шипионе († малък)
- Алесандра, монахиня в Кореджо

## Биография
През 1533 г. получава инвеститурата на Графство Новелара и Баньоло заедно с братята си Франческо и Камило.
През 1545 г. отива в Рим, за да посети чичо си, патриарх Джулио Чезаре Гонзага ди Новелара, за да може да започне църковна кариера.
В конклава от 1550 г., на който е избран папа Юлий III, той е назначен за секретар, но през същата година неговият роднина, епископът, умира и Алфонсо се отдава на добрия живот, завръщайки се в Новелара.
След смъртта на брат му Франческо през 1577 г. животът на Алфонсо е непрекъснато застрашаван от племенника му Клаудио, извънбрачния син на Франческо, който претендира за права върху графството.
Той осигурява построяването на църквата „Санто Стефано“ и в Баньоло през 1588 г. на манастир за монасите от „Сан Франческо ди Паола“, закрит през 1768 г.
Умира през 1589 г. в Новелара на 60 г.

## Брак и потомство
∞ 17 ноември 1567 за дона Витория да Капуа (* 1552, † 23 май 1627), дъщеря на Джовани Томазо ди Капуа, маркиз на Торе ди Франколизе, и на Фаустина Колона, от която има пет сина и осем  дъщери:
- Алесандро Гонзага ди Новелара († 1569 бебе)
- Камило Гонзага ди Новелара († бебе)
- Петронила Гонзага ди Новелара († бебе)
- Костанца Гонзага ди Новелара (* 1571, † 1651), ∞ януари 1595 за Аздрубале Матеи (* 1556, † 1638), маркиз на Джове, от когото има 4 сина и 5 дъщери;
- Фаустина Гонзага ди Новелара (* 1572), монахиня в манастира „Св. Марта“ в Милано;
- Барбара Гонзага ди Новелара (*1573, † 1654), ∞ за маркиз Теофило III Калканини († 1613), маркиз на Фузиняно и барон на Алфонсине
- Джулио Чезаре Гонзага ди Новелара (* 1574, † 22 януари 1630), военен в служба на Гонзага от Мантуа;
- Витория Гонзага ди Новелара (* 26 октомври 1575), ∞ 1599 за маркиз Алфонсо Палавичино от Полезине (* 1568, † 1658)
- Сетимия Гонзага ди Новелара(† бебе)
- Изабела Гонзага ди Новелара (* 1576, Новелара; † 1630, Боцоло), ∞ 1. 1594 за Феранте Гонзага ди Гацуоло (* 1550, Сан Мартино дал'Арджине; † 11 февруари 1605, пак там), кондотиер, граф на Боцоло, маркиз на Гацуоло (1555 – 1605), господар на Сан Мартино дал'Арджине (1593 – 1605), син на Карло Гонзага и на Емилия Кауци Гонзага, от когото има 11 деца; 2. ∞ 23 август 1616 за братовчед си Винченцо II Гонзага (* 7 януари 1594, Мантуа; † 25 декември 1627, Мантуа), херцог на Мантуа и на Монферат от 1626 до 1627 г., от когото няма деца;
- Алфонсина Гонзага ди Новелара (* 1584, † 1647), ∞ 1602 в Мантуа за барон Джананджело Гауденцио Мадруцо (* 1562, † 1628), господар на Перджине, от когото няма деца;
- Камило II Гонзага ди Новелара (* 25 май 1581, Новелара, † 8 ноември 1650, пак там), 5-ти граф на Новелара и Банщоло (1595 – 1640 и 1644 – 1650), ∞ 13 януари 1605 за Катерина д'Авалос (* 1586, † 1618), дъщеря на Алфонсо Феличе д'Авалос д'Арагона и на Лавиния Фелтрия дела Ровере, от когото има 6 сина и 3 дъщери;
- Алфонсо Гонзага ди Новелара (* 21 юли 1588, Новелара; † 23 март 1649, Реджо Емилия), архиепископ на Родос (1621 – 1649)

Има един извънбрачен син и една извънбрачна дъщеря от неизвестна жена:
- Джулио Чезаре Гонзага ди Новелара, капуцински монах с името „фра' Фраческо“;
- Корнелия Гонзага ди Новелара (* 1562, † 1612), ∞ 1. 1586 за маркиз Джован Томазо Мафеи дела Мирандола (* 9 ноември 1550, † 1602), 2. за граф Камило Сегици